# Iouri Tcherednik
Iouri Konstantinovitch Tcherednik (en russe : Ю́рий Константи́нович Чередни́к) est un ancien joueur désormais entraîneur soviétique puis russe de volley-ball né le 25 juin 1966 à Chișinău (RSS moldave). Il mesurait 2,03 m et jouait attaquant. Il fut international soviétique et russe.

## Clubs

### Joueur
| Club                           | De        | À         |
| ------------------------------ | --------- | --------- |
| Automobilist Saint-Pétersbourg | 1983-1984 | 1991-1992 |
| Volley Prato                   | 1992-1993 | 1992-1993 |
| Lube Macerata                  | 1993-1994 | 1996-1997 |
| Zinella Volley Bologne         | 1997-1998 | 1997-1998 |
| ASD 4 Torri Ferrare Volley     | 1998-1999 | 1999-2000 |
| Top Volley Latina              | 2000-2001 | 2000-2001 |
| Livourne                       | 2001-2002 | 2001-2002 |
| Callipo Sport                  | 2002-2003 | 2002-2003 |
| Salento d'Amare Taviano        | 2003-2004 | 2003-2004 |
| NOVA Novokouïbychevsk          | 2004-2005 | 2005-2006 |
| Spartak Saint-Pétersbourg      | 2006-2007 | 2006-2007 |

### Entraîneur
| Club          | De        | À         |
| ------------- | --------- | --------- |
| Dinamo Moscou | 2009-2010 | 2012-2013 |

## Palmarès

### Joueur

#### Club et équipe nationale
- Jeux olympiques
  - Finaliste : 1988
- Coupe du monde (1)
  - Vainqueur : 1991
- Championnats d'Europe (1)
  - Vainqueur : 1991
- Coupe de la CEV (2)
  - Vainqueur : 1988, 1989
- Championnat de Russie (1)
  - Vainqueur : 1992
- Championnat d'URSS
  - Finaliste : 1989, 1990
- Coupe d'URSS (1)
  - Vainqueur : 1989

#### Distinctions individuelles
- Meilleur joueur du championnat d'Italie 1992-1993

### Entraîneur
- Ligue des champions
  - Finaliste : 2010